# Hugo Abensperg-Traun
Hugo hrabě z Abensperg-Traunu (německy Maria Hugo Johann Nepomuk Aemilius Graf von Abensperg-Traun (20. září 1828 Vídeň – 3. srpna 1904 Maissau) byl rakouský šlechtic, politik, dvořan a velkostatkář. Po krátké službě v diplomacii působil u dvora, nakonec byl císařským nejvyšším lovčím (1874–1897) a nejvyšším komořím (1897–1904). Byl též členem Panské sněmovny a rytířem Řádu zlatého rouna.

## Životopis

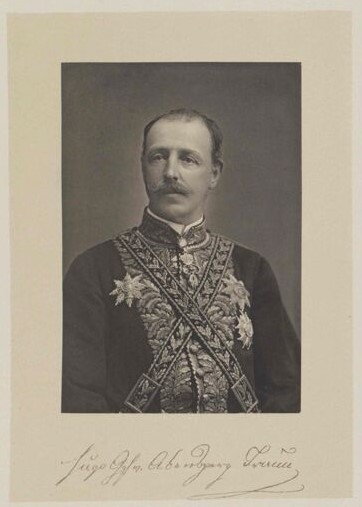
Hugo Abensperg-Traun

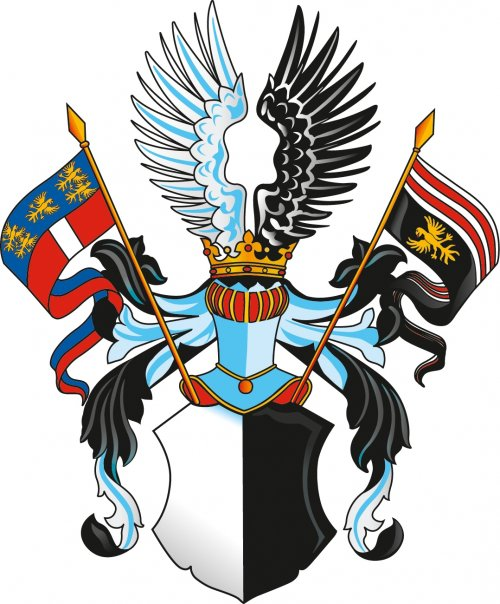
Erb rodu Abensperg-Traun

Pocházel ze starobylého šlechtického rodu Abensperg-Traun, který od 12. století dodnes vlastní sídla v Dolním Rakousku. Narodil se jako šestý syn c. k. komořího Jana Adama Abensperg-Trauna (1761–1843) a jeho druhé manželky Marie Františky von Mesnil (1787–1865). Studoval filozofii na univerzitě ve Vídni a v roce 1851 vstoupil do diplomatických služeb. Působil na nižších postech jako atašé v Petrohradě, Berlíně a Paříži, nakonec byl vyslaneckým radou v Drážďanech (1857–1861). V roce 1864 opustil diplomacii a začal se věnovat správě rodinných statků, souběžně se uplatňoval u císařského dvora. V roce 1867 byl povolán do panské sněmovny jako doživotní člen, v roce 1873 byl jmenován dědičným členem. Od roku 1869 zastával funkci vrchního ceremoniáře u císařského dvora ve Vídni, v letech 1874–1897 byl nejvyšším lovčím a nakonec zastával funkci císařského nejvyššího komořího (1897–1904). Byl též kurátorem Rakouského uměleckoprůmyslového muzea a z titulu svých funkcí u dvora pečoval o rozšiřování a inventarizaci císařských uměleckých sbírek.

## Tituly a ocenění
V roce 1855 byl jmenován c. k. komořím a v roce 1869 obdržel titul c. k. tajného rady s nárokem na oslovení Excelence. Během dlouholetého působení ve funkcích u císařského dvora získal řadu vysokých vyznamenání v Rakousku-Uhersku i od zahraničních panovníků.

### Rakousko-Uhersko
- Řád zlatého rouna (1881)[8]
- Řád železné koruny I. třídy (1873)

### Zahraničí
- Řád svaté Anny I. třídy (Rusko)
- Řád sv. Stanislava I. třídy (Rusko)
- velkokříž Řádu červené orlice (Německo)
- Řád pruské koruny I. třídy (Německo)
- velkokříž Řádu italské koruny (Itálie)
- velkokříž Řádu sv. Mořice a Lazara (Itálie)
- rytíř Řádu čestné legie (Francie)
- Řád lva a slunce I. třídy (Persie)
- velkokříž Danebrožského řádu (Dánsko)
- velkokříž Řádu Takova (Srbsko)
- velkokříž Řádu Spasitele (Řecko)
- velkokříž Řádu sv. Michaela (Bavorsko)
- Řád svatého Jakuba od meče (Portugalsko)
- velkokříž Řádu Fridrichova (Württembersko)
- velkokříž Řádu württemberské koruny (Württembersko)
- rytíř Řádu Albrechtova (Sasko)
- Vévodský sasko-ernestinský domácí řád (Sasko)
- velkokříž Řádu bílého sokola (Sasko)
- velkokříž Řádu Filipa Velkomyslného (Hesensko)
- velkostuha Řádu thajské koruny (Siam)

## Majetek

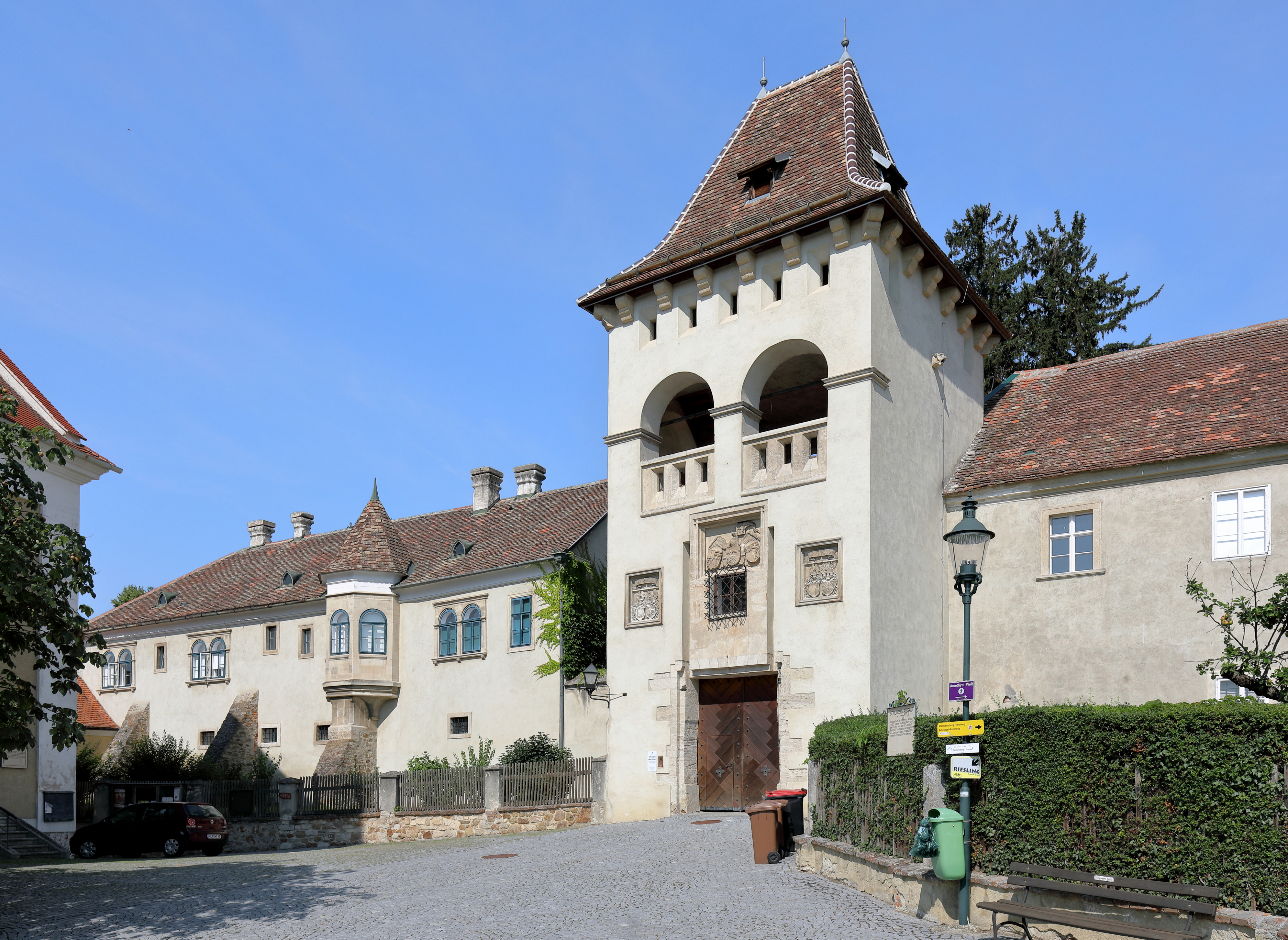
Zámek Maissau v Dolních Rakousích

Vlastnil několik velkostatků v Dolním Rakousku. Po otci byl dědicem fideikomisů Maissau, Rappottenstein, Bockfließ a Groß-Schweinbarth. Na velkostatcích bylo k dispozici několik hradů a zámků, hlavním rodovým sídlem byl zámek Maissau, který rodině patřil od poloviny 16. století. Ve Vídni Abenspergové pobývali v paláci v ulici Taubstummengasse 4 ve čtvrti Wieden. Hugo koupil v roce 1870 od státu za 700 00 zlatých velkostatek Wolkersdorf, zdejší zámek prodal v roce 1884 vídeňské spořitelně a později přešel do majetku města. Ke všem velkostatkům Abenspergů patřilo počátkem 20. století 7 000 hektarů půdy.

## Rodina
V roce 1871 se oženil s hraběnkou Valentinou Esterházyovou (1849–1874) z významné uherské šlechty, dcerou Jiřího Esterházyho (1809–1856) a princezny Louise Rohanové (1824–1868). Valentina byla c. k. palácovou dámou a dámou Řádu hvězdového kříže. Z jejich manželství pocházel jediný syn Rudolf (21. 9. 1872 Vídeň – 27. 10. 1954 Vídeň), po otci dědičný člen panské sněmovny a též poslanec dolnorakouského zemského sněmu, od roku 1901 ženatý s hraběnkou Marií Josefínou, rozenou hraběnkou Podstatskou-Lichtenštejnovou (19. 3. 1878 Vídeň – 4. 4. 1966 Vídeň).
Jeho synovec Otto Abensperg-Traun (1848–1899) byl dlouholetým politikem v Dolních Rakousích a nakonec nejvyšším hofmistrem následníka trůnu Františka Ferdinanda d'Este.